# Eleição municipal de Itacoatiara em 2004
A eleição municipal da cidade brasileira de Itacoatiara em 2004 ocorreu no dia 03 de outubro de 2004, como parte do conjunto de eleições municipais no Brasil que ocorreram no mesmo ano. Na ocasião, foram eleitos um prefeito, vice-prefeito e 10 vereadores para a Câmara Municipal da cidade.
A campanha eleitoral contou com a participação de 3 candidatos a prefeito. O prefeito em exercício, Mamoud Amed, do PPS, concorreu a reeleição. O primeiro turno foi realizado em 03 de outubro de 2004. Mamoud Amed, candidato pelo PPS, foi eleito com 21.033 votos (56,29% dos votos válidos), seguido de Nelson Azedo, do PFL, que obteve 16.335 votos (43,71%). Esta foi a quarta vez que Mamoud Amed foi eleito prefeito de Itacoatiara.
Na Câmara dos Vereadores, 95 candidatos concorreram ao pleito e 10 foram eleitos. Os partidos que conquistaram o maior número de assentos foram PP e PPS, com 2 assentos cada. Sirange foi a candidata mais votada, recebendo 1.863 votos (5,17% dos votos validos).  Os candidatos eleitos tomaram posse na Prefeitura de Itacoatiara em 1 de janeiro de 2005 para exercerem um mandato de quatro anos.

## Candidaturas para a prefeitura
| Nº      | Prefeito(a)  | Prefeito(a)                                    | Prefeito(a)       | Vice-prefeito(a) | Vice-prefeito(a) | Vice-prefeito(a)                         | Vice-prefeito(a)  | Coligação Partido(s)                                         |
| Nº      | Candidato(a) | Candidato(a)                                   | Partido Federação | Candidato(a)     | Candidato(a)     | Candidato(a)                             | Partido Federação | Coligação Partido(s)                                         |
| ------- | ------------ | ---------------------------------------------- | ----------------- | ---------------- | ---------------- | ---------------------------------------- | ----------------- | ------------------------------------------------------------ |
| 23      |              | Mamoud Amed Mamoud Amed Filho                  | PPS               |                  |                  | Jander Nobre Jander Rubem Ferreira Nobre | PPS               | Por Amor A Itacoatiara PP PTB PMDB PSL PCB PPS PSDC          |
| 25      |              | Nelson Azedo Nelson Raimundo De Oliveira Azedo | PFL               |                  |                  | Miron Fogaça Miron Osmario Fogaça        | PDT               | Frente de Transformação de Itacoatiara PDT PFL PRTB PSB PSDB |
| 29      |              | Jeovan Barbosa Jeovam Jorge Martiniano Barbosa | PCO               |                  |                  | Neder Barbosa Neder Jorge Miguel Barbosa | PCO               | Sem coligação                                                |
| Fontes: |              |                                                |                   |                  |                  |                                          |                   |                                                              |

## Candidatos à vereança
| Coligação                                              | Partido | Partido | Candidaturas |
| ------------------------------------------------------ | ------- | ------- | ------------ |
| Frente de Transformação de Itacoatiara (19 candidatos) |         | PFL     | 8            |
| Frente de Transformação de Itacoatiara (19 candidatos) |         | PDT     | 7            |
| Frente de Transformação de Itacoatiara (19 candidatos) |         | PSB     | 2            |
| Frente de Transformação de Itacoatiara (19 candidatos) |         | PSDB    | 2            |
| Por Amor A Itacoatiara (46 candidatos)                 |         | PMDB    | 13           |
| Por Amor A Itacoatiara (46 candidatos)                 |         | PPS     | 13           |
| Por Amor A Itacoatiara (46 candidatos)                 |         | PCB     | 11           |
| Por Amor A Itacoatiara (46 candidatos)                 |         | PP      | 11           |
| Por Amor A Itacoatiara (46 candidatos)                 |         | PSDC    | 7            |
| Por Amor A Itacoatiara (46 candidatos)                 |         | PTB     | 3            |
| Por Amor A Itacoatiara (46 candidatos)                 |         | PSL     | 1            |
| Itacoatiara Levado A Serio (16 candidatos)             |         | PT      | 7            |
| Itacoatiara Levado A Serio (16 candidatos)             |         | PL      | 5            |
| Itacoatiara Levado A Serio (16 candidatos)             |         | PRP     | 2            |
| Itacoatiara Levado A Serio (16 candidatos)             |         | PCdoB   | 2            |
| Sem coligação                                          |         | PHS     | 1            |
| Fontes:                                                |         |         |              |

## Resultados da eleição

### Prefeito
| Candidato(a) a prefeito  | Candidato(a) a prefeito  | Candidato(a) a vice-prefeito | Primeiro turno 03 de outubro de 2004 | Primeiro turno 03 de outubro de 2004 |
| Candidato(a) a prefeito  | Candidato(a) a prefeito  | Candidato(a) a vice-prefeito | Total                                | Percentagem                          |
| ------------------------ | ------------------------ | ---------------------------- | ------------------------------------ | ------------------------------------ |
|                          | Mamoud Amed (PPS)        | Jander Nobre (PPS)           | 21.033                               | 56,29%                               |
|                          | Nelson Azedo (PFL)       | Miron Fogaça (PDT)           | 16.335                               | 43,71%                               |
|                          | Jeovan Barbosa/Jb (PCO)  | Neder Barbosa (PCO)          | 0                                    | 0%                                   |
| Total de votos válidos   | Total de votos válidos   | Total de votos válidos       | 37.368                               | 37.368                               |
| Votos apurados           |                          |                              |                                      |                                      |
| Votos válidos            | Votos válidos            | Votos válidos                | 37.368                               | 94,18%                               |
| Votos em branco          | Votos em branco          | Votos em branco              | 227                                  | 0,57%                                |
| Votos nulos              | Votos nulos              | Votos nulos                  | 2.082                                | 5,25%                                |
| Total de votos apurados  | Total de votos apurados  | Total de votos apurados      | 39.677                               | 39.677                               |
| Eleitores                |                          |                              |                                      |                                      |
| Comparecimentos          | Comparecimentos          | Comparecimentos              | 39.677                               | 79,43%                               |
| Abstenções               | Abstenções               | Abstenções                   | 10.277                               | 20,57%                               |
| Total de eleitores aptos | Total de eleitores aptos | Total de eleitores aptos     | 49.954                               | 49.954                               |
| Total de seções: 173     |                          |                              |                                      |                                      |
| Fontes:                  |                          |                              |                                      |                                      |

### Composição da Câmara Municipal
|                          |                          |                 |                 |          |
| Nº                       | Partido                  | Votos populares | Votos populares | Assentos |
| Nº                       | Partido                  | Votos           | %               | Assentos |
| 11                       | PP                       | 8.333           | 21,36%          | 2        |
| 23                       | PPS                      | 6.345           | 16,26%          | 2        |
| 15                       | PMDB                     | 5.194           | 13,31%          | 1        |
| 13                       | PT                       | 3.427           | 8,78%           | 1        |
| 12                       | PDT                      | 2.362           | 6,05%           | 1        |
| 22                       | PL                       | 2.184           | 5,6%            | 1        |
| 27                       | PSDC                     | 1.994           | 5,11%           | 1        |
| 45                       | PSDB                     | 1.711           | 4,39%           | 1        |
| 14                       | PTB                      | 2.277           | 5,84%           | 0        |
| 25                       | PFL                      | 2.239           | 5,74%           | 0        |
| 21                       | PCB                      | 2.117           | 5,43%           | 0        |
| 65                       | PCdoB                    | 395             | 1,01%           | 0        |
| 40                       | PSB                      | 228             | 0,58%           | 0        |
| 44                       | PRP                      | 141             | 0,36%           | 0        |
| 31                       | PHS                      | 40              | 0,1%            | 0        |
| 17                       | PSL                      | 30              | 0,08%           | 0        |
| Total de votos válidos   | Total de votos válidos   | 39.038          | 39.038          | 10       |
| Votos apurados           |                          |                 |                 | 10       |
| Total de votos válidos   | Total de votos válidos   | 39.038          | 98,39%          | 10       |
| Votos em branco          | Votos em branco          | 247             | 0,62%           | 10       |
| Votos nulos              | Votos nulos              | 392             | 0,99%           | 10       |
| Total de votos apurados  | Total de votos apurados  | 39.677          | 39.677          | 10       |
| Eleitores                |                          |                 |                 | 10       |
| Comparecimentos          | Comparecimentos          | 39.677          | 79,43%          | 10       |
| Abstenções               | Abstenções               | 10.277          | 20,57%          | 10       |
| Total de eleitores aptos | Total de eleitores aptos | 49.954          | 49.954          | 10       |
| Fontes:                  |                          |                 |                 |          |

### Vereadores eleitos
| Candidato(a) | Candidato(a)    | Partido | Votos | Votos       | Cidade de origem | Unidade federativa/País |
| Candidato(a) | Candidato(a)    | Partido | Total | Percentagem | Cidade de origem | Unidade federativa/País |
| ------------ | --------------- | ------- | ----- | ----------- | ---------------- | ----------------------- |
|              | Sirange         | PP      | 1.863 | 5,17%       | Itacoatiara      | Amazonas                |
|              | Peixoto - Pt    | PT      | 1.479 | 4,1%        | Itacoatiara      | Amazonas                |
|              | Elenize Holanda | PP      | 1.472 | 4,08%       | Itacoatiara      | Amazonas                |
|              | Peixoto Do Inss | PMDB    | 1.333 | 3,7%        | Itacoatiara      | Amazonas                |
|              | Donmarques      | PPS     | 1.273 | 3,53%       | Itacoatiara      | Amazonas                |
|              | A.I.Neto        | PL      | 1.236 | 3,43%       | Itacoatiara      | Amazonas                |
|              | Edinho          | PSDB    | 1.048 | 2,91%       | Itacoatiara      | Amazonas                |
|              | Nonatinho       | PPS     | 868   | 2,41%       | Itacoatiara      | Amazonas                |
|              | Binha Pacheco   | PDT     | 800   | 2,22%       | Itacoatiara      | Amazonas                |
|              | Miloca          | PSDC    | 703   | 1,95%       | Itacoatiara      | Amazonas                |
| Fontes:      |                 |         |       |             |                  |                         |